# Renault ZB
Pour les articles homonymes, voir ZB.
Le Renault ZB, est un char léger français développé par Renault pendant l'entre-deux-guerres et exporté en Chine.

## Description
Dérivé de l'AMR 33 et équipé d'une suspension semblable à l'AMC 34, le char ZB est blindé à 9 mm et doté d'un moteur de 65 ch.
Testé entre 1934 et 1936, ce modèle est commandé en mars 1936 en douze exemplaires par le Kuomintang (KMT). Six sont armés d'une mitrailleuse de 13,2 mm modèle 1929 et six d'un canon de 37 mm SA 18. Peu après, la province du Yunnan, de facto autonome, commande quatre autres ZB.
Les véhicules pour le Yunnan sont livrés en 1938 mais, sous la pression des Japonais, les ZB commandés par le KMT ne sont livrés qu'en 1940, après avoir transité par l'Indochine française (on ne trouve trace que de 10 engins livrés).
Les ZB chinois accompagnent la force expéditionnaire chinoise de Birmanie et disparaissent avant la reprise de la guerre civile chinoise en 1946.